# Zapp VI: Back by Popular Demand
Albums de Zapp
Zapp Vibe
(1989)
Zapp VI: Back by Popular Demand est le sixième album studio de Zapp, sorti le 21 janvier 2002.

## Liste des titres
| No  | Titre                                        | Durée |
| --- | -------------------------------------------- | ----- |
| 1.  | Intro                                        | 0:51  |
| 2.  | You've Got Mail                              | 4:15  |
| 3.  | Say You Will Say You Won't                   | 3:38  |
| 4.  | I Wanna Love You                             | 4:29  |
| 5.  | She's 'Bout to Roll                          | 4:13  |
| 6.  | The Discussion                               | 0:26  |
| 7.  | The Way You Walk and Move                    | 4:08  |
| 8.  | If You Would Love Me                         | 3:52  |
| 9.  | This Is Our Song to You                      | 4:20  |
| 10. | Be with You Forever                          | 4:26  |
| 11. | Late Night Fantasy                           | 4:41  |
| 12. | Zapp Is Back                                 | 3:17  |
| 13. | Get Up Off the Wall                          | 3:45  |
| 14. | I Finally Found What I've Been Searching For | 5:14  |